# 13774 Спурни
13774 Спурни (13774 Spurný) — астероїд головного поясу, відкритий 10 жовтня 1998 року.
Тіссеранів параметр щодо Юпітера — 3,222.